# Vorarlberger Landesfeuerwehrmuseum

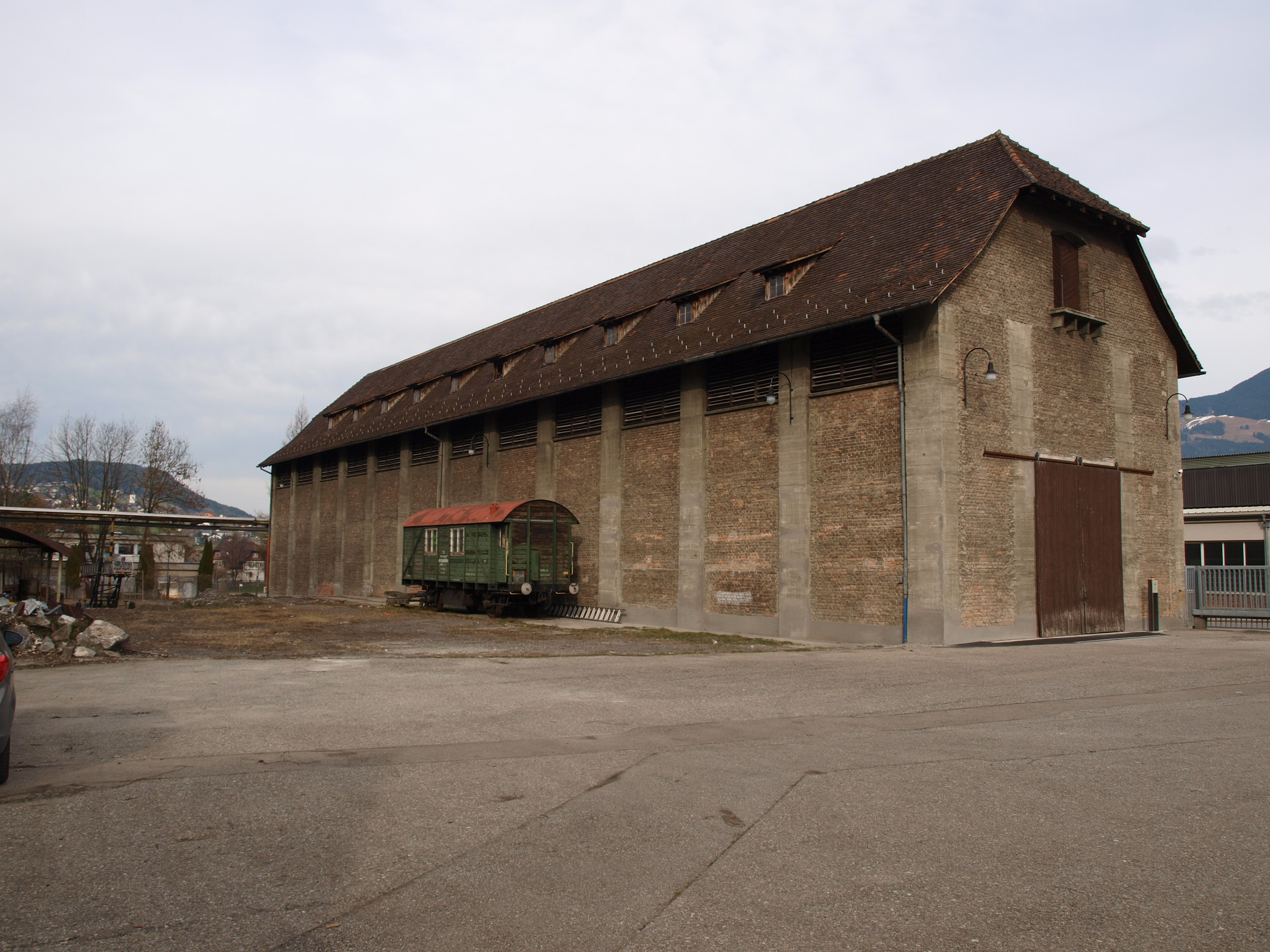
Südseite des Feuerwehrmuseums in Frastanz.

Das Vorarlberger Landesfeuerwehrmuseum in der Vorarlberger Museumswelt (Marktgemeinde Frastanz) ist auf rund 600 m² Ausstellungsfläche im ehemaligen Betriebsgebäude der Textilwerke Ganahl (siehe: Johann Josef Ganahl), im „Wollaschopf“ (ehemaliges Baumwolllager) untergebracht. Das Feuerwehrmuseum ist in einer räumlichen Zusammenfassung mit mehreren Museen situiert.
Das Vorarlberger Landesfeuerwehrmuseum wurde am 4. Oktober 2013 eröffnet. Es besteht im Wesentlichen aus einer 50 m langen Fahrzeughalle, in welcher 16 historische Feuerwehrfahrzeuge und Löschgeräte sowie Rettungsutensilien gezeigt werden.
Partnermuseen sind das Steirische Feuerwehrmuseum in Groß Sankt Florian, das Oberösterreichische Feuerwehrmuseum in St. Florian und das Deutsche Feuerwehr-Museum in Fulda-Auen.

## Trägerverein
Das Vorarlberger Landesfeuerwehrmuseum wird von ehrenamtlichen Helfern im Rahmen eines privaten Vereines getragen und betreut. Aufgabe des Vereines ist vorrangig die Pflege und Förderung des Feuerwehrwesens durch die Erforschung der Feuerwehrgeschichte Vorarlbergs und das Sammeln von Gegenständen rund um das Feuerwehr‑ und Rettungswesen.
Der Tätigkeitsbereich ist vorrangig in Vorarlberg und Österreich sowie dem benachbarten Ausland festgesetzt.
Obmann des Vereines ist Peter Schmid.

## Bilder

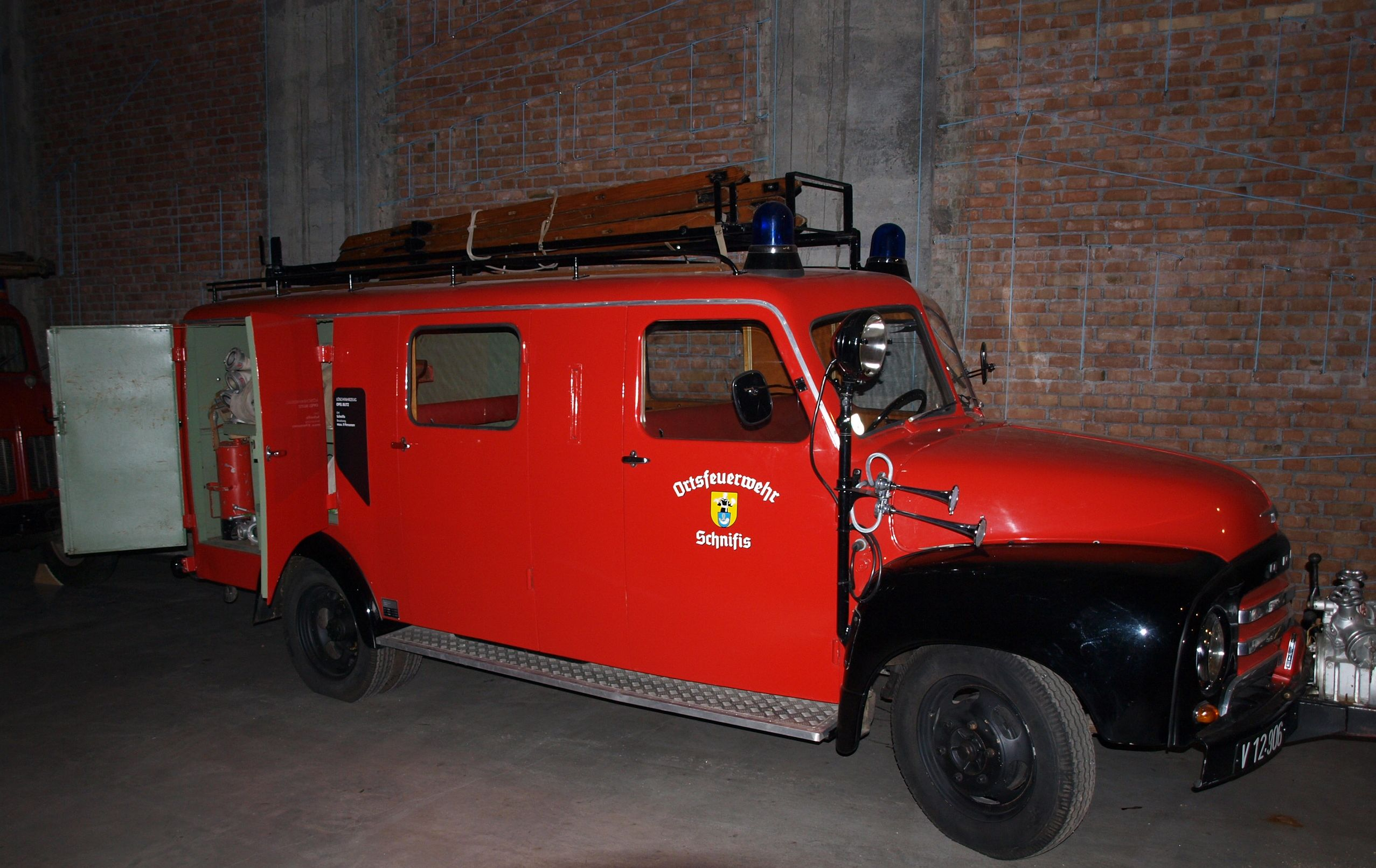
Feuerwehr-Einsatzfahrzeug der Gemeinde Schnifis (Vorarlberg).
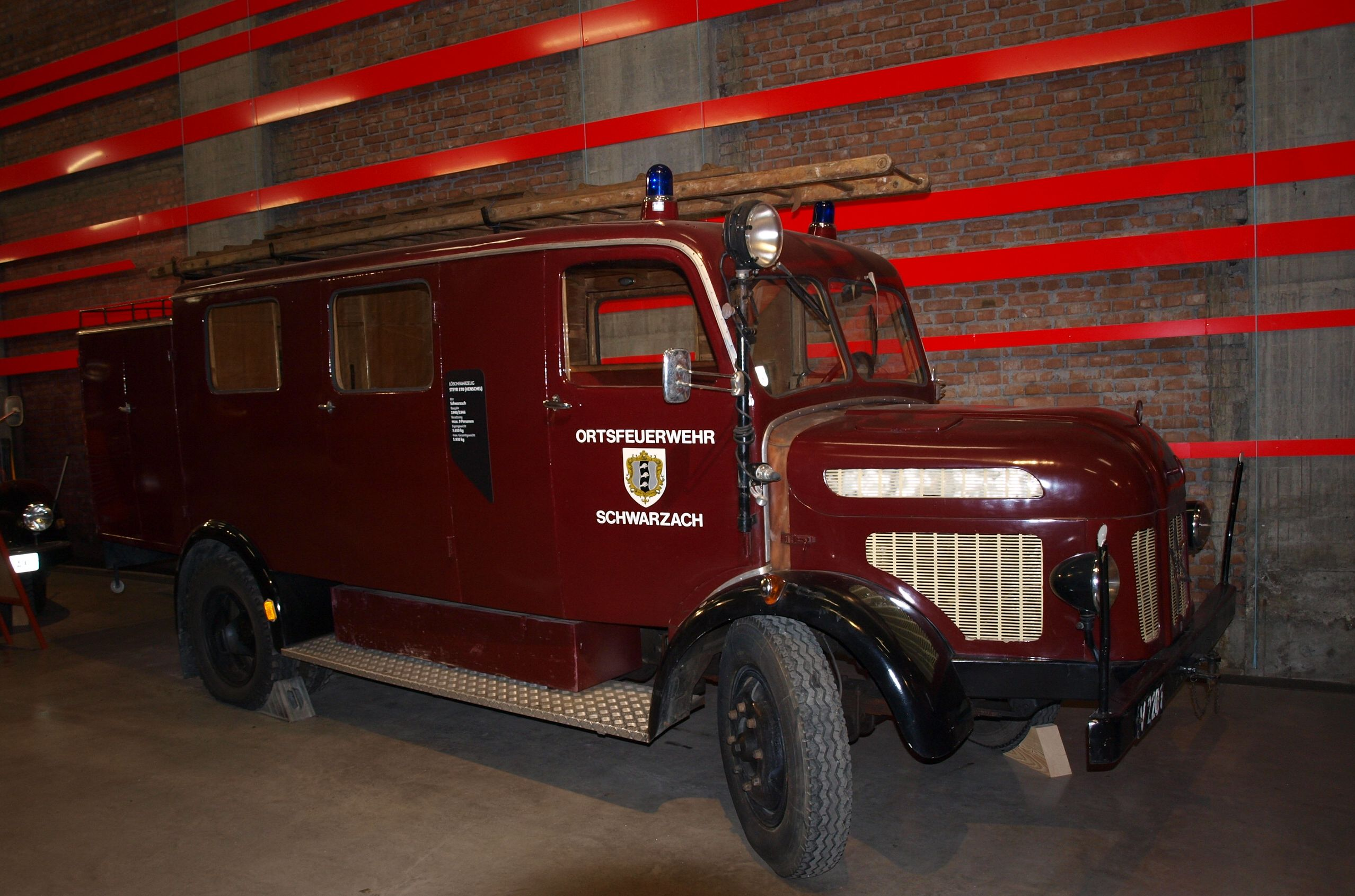
Feuerwehrfahrzeug der Gemeinde Schwarzach in weinroter Farbe.
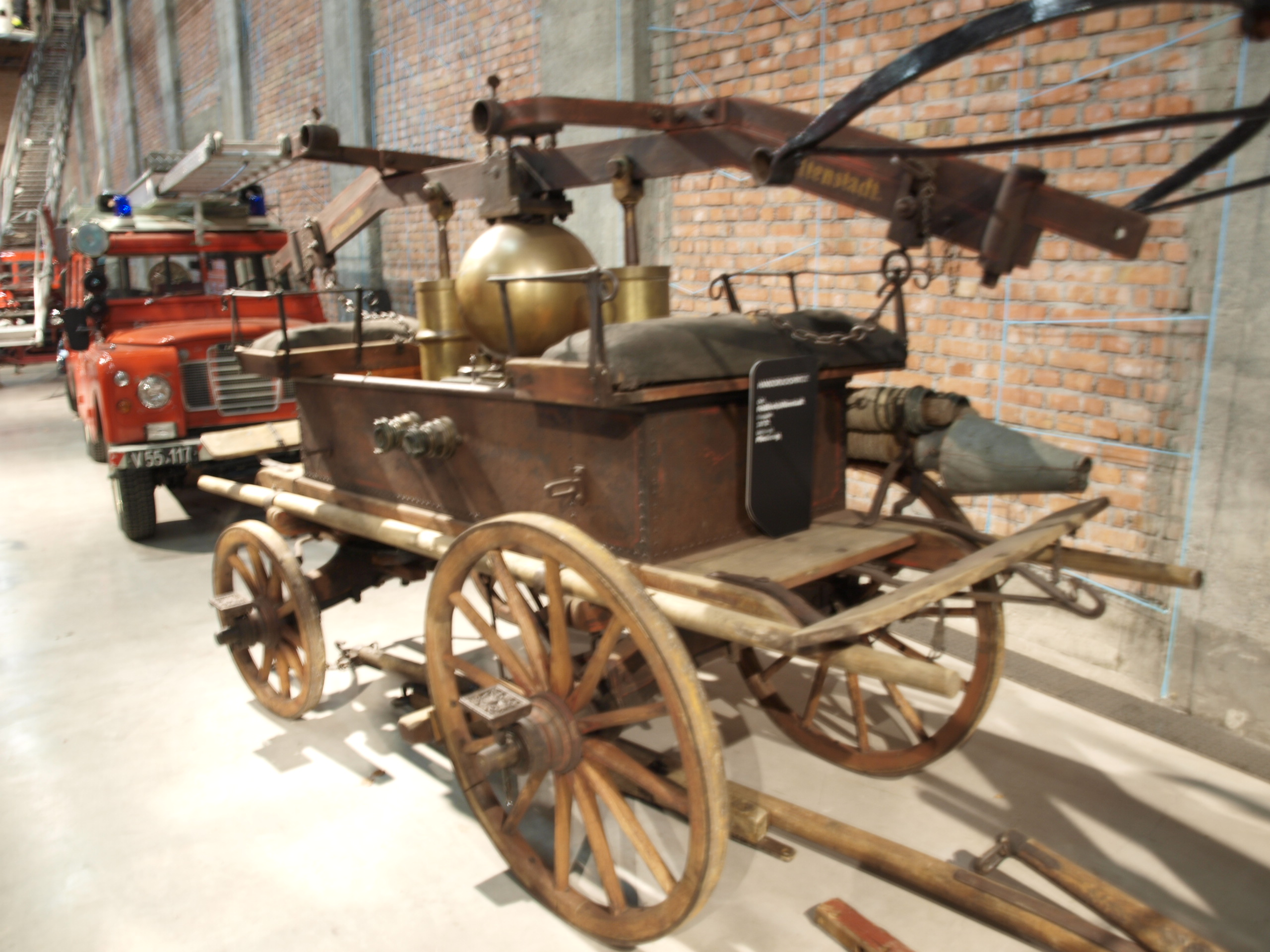
Feuerwehr-Handdruckspritze zum Zug durch Pferde, Baujahr 1872.
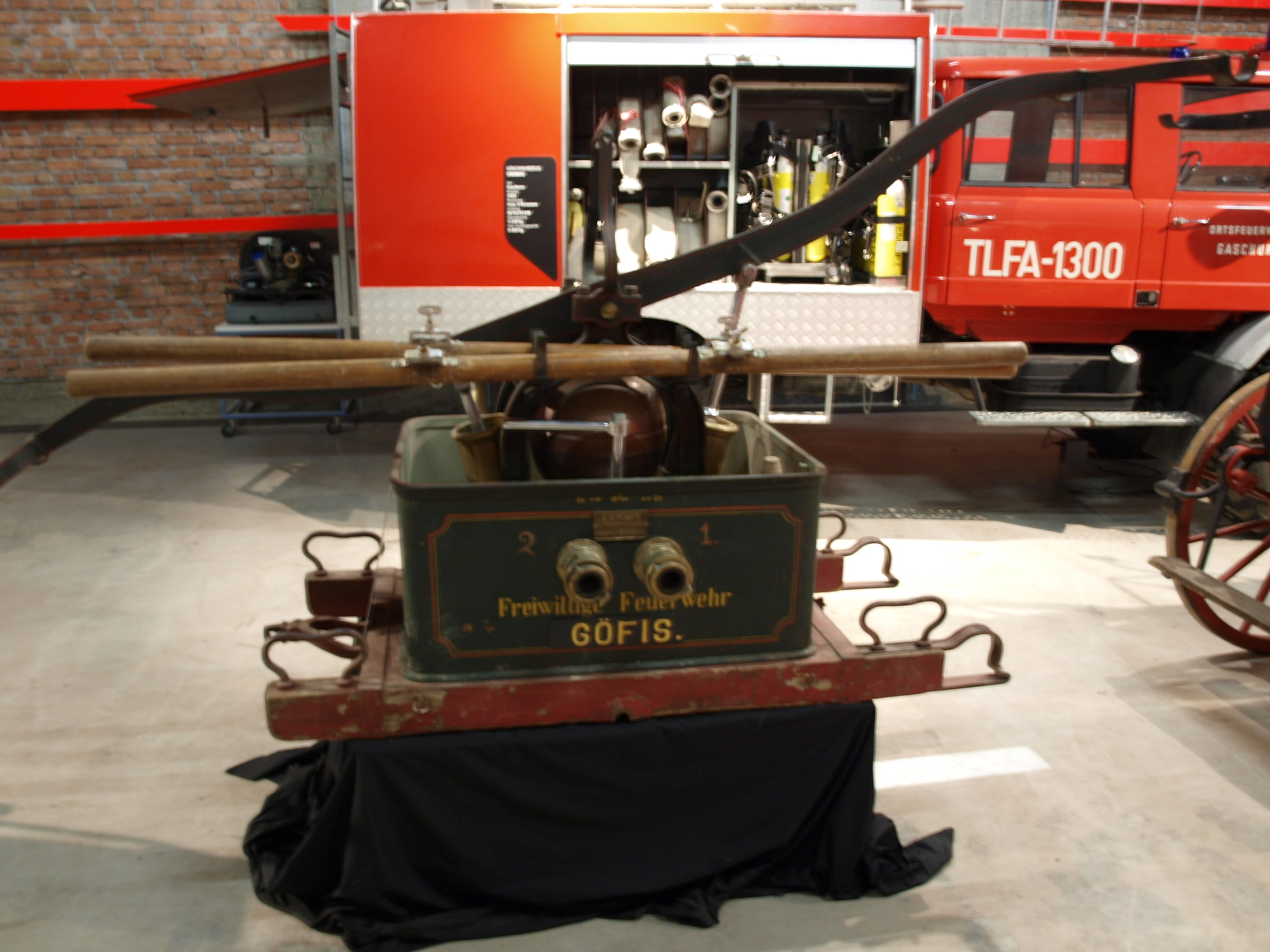
Tragbare Feuerwehr Handspritze der Freiwilligen Feuerwehr Göfis.
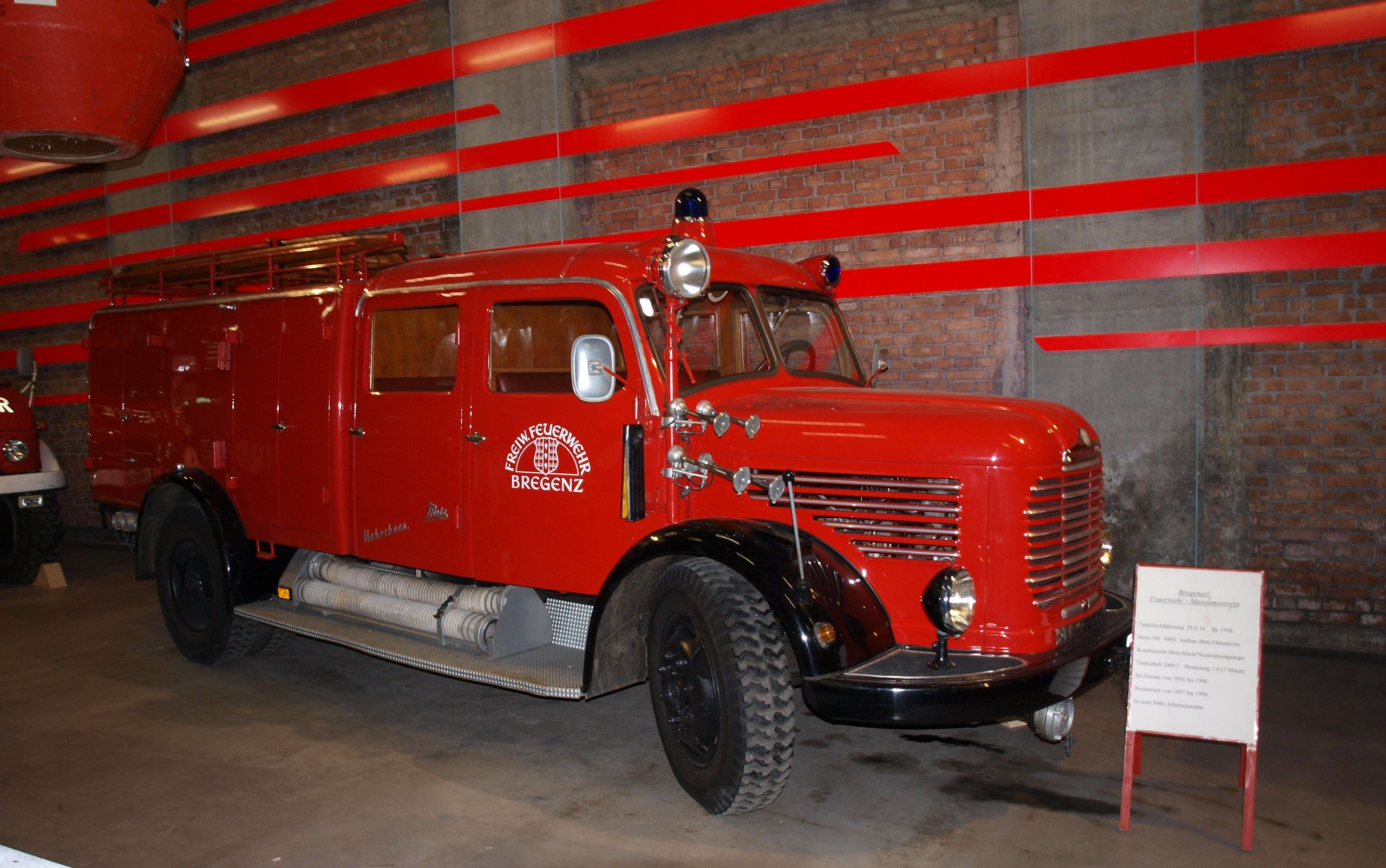
Tanklöschfahrzeug der Freiwilligen Feuerwehr Bregenz.